# Athripsodes tsudai
Athripsodes tsudai là một loài Trichoptera trong họ Leptoceridae. Chúng phân bố ở miền Cổ bắc.